# Mohria aurita
Mohria aurita là một loài dương xỉ trong họ Anemiaceae. Loài này được Sw. J. Sm. mô tả khoa học đầu tiên năm 1843.